# Boris & the Jeltsins
Boris & The Jeltsins är en svensk musikgrupp med rötter i popvänstern som bildades i Svedmyra 2007.  

Boris & The Jeltsins släppte debutalbumet "Låt det blöda" år 2009 och tillsammans med bland annat Florence Valentin, Invasionen och Bruket  tillhör BoTJ den nya generationen av unga, ifrågasättande och politiska band. Musikaliskt skapar Boris och The Jeltsins punk som indiepopen förstår begreppet, snarare än som punkrörelsen gör det.

Bandnamnet kan även skrivas som Boris och The Jeltsins eller BoTJ.

## Medlemmar
Elias Eriksson, sång & gitarr

Johan Stridh, klaviatur

Jens Karnstedt, gitarr

Olle Andersson, trummor

Max Lindén, bas

## Diskografi

### Album
- 2009 – Låt Det Blöda (HaHa Fonogram/Border)
- 2011 - Oslagbart Material (HaHa Fonogram/Border)